# Irene Goergens
Irene Goergens (*Nacida el 29 de abril de 1951, en Alemania) fue una de los fundadores de la Fracción del Ejército Rojo, estuvo implicada en la liberación de Andreas Baader y en un robo de un banco, permaneciendo encarcelada entre 1971 y 1977.

## Vida
Irene Goergens es la hija de un soldado estadounidense, siendo su madre, de nacionalidad alemana, a pesar de esto, creció en un orfanato. Durante el rodaje de la película "Bambule", conoció a Ulrike Meinhof. Más tarde sirvió como niñera de sus hijas. En 1970, Goergens se unió al grupo Baader-Meinhof y en 1971, bajo el nombre de la Fracción del Ejército Rojo (RAF) se hizo más activa.
Con 19 años de edad, tuvo un papel decisivo en la liberación de Andreas Baader, el 14 de mayo de 1970, mediante una estrecha cooperación con Astrid Proll e Ingrid Schubert, realizando labores de inteligencia en el "Instituto Central Alemán para Asuntos Sociales" a fin de garantizar una buena operación de liberación. En el verano de 1970, se trasladó a recibir entrenamiento militar en Jordania. El 29 de septiembre de 1970, participó en el robo a un banco en Berlín. El 8 de octubre de 1970, Goergens, junto con Horst Mahler, Brigitte Asdonk e Ingrid Schubert fueron arrestados en un apartamento de Berlín, en la calle Knesebeckstraße, la cual servía como una "casa segura" o escondite de la guerrilla. En marzo de 1971, fue condenada por su participación en la liberación de Baader, a una pena de prisión de seis años y medio. Pena que cumplió y quedó en libertad el 13 de mayo de 1977. Para el momento de su liberación, ya no estaba activa en la RAF.